# Burg Ebernburg

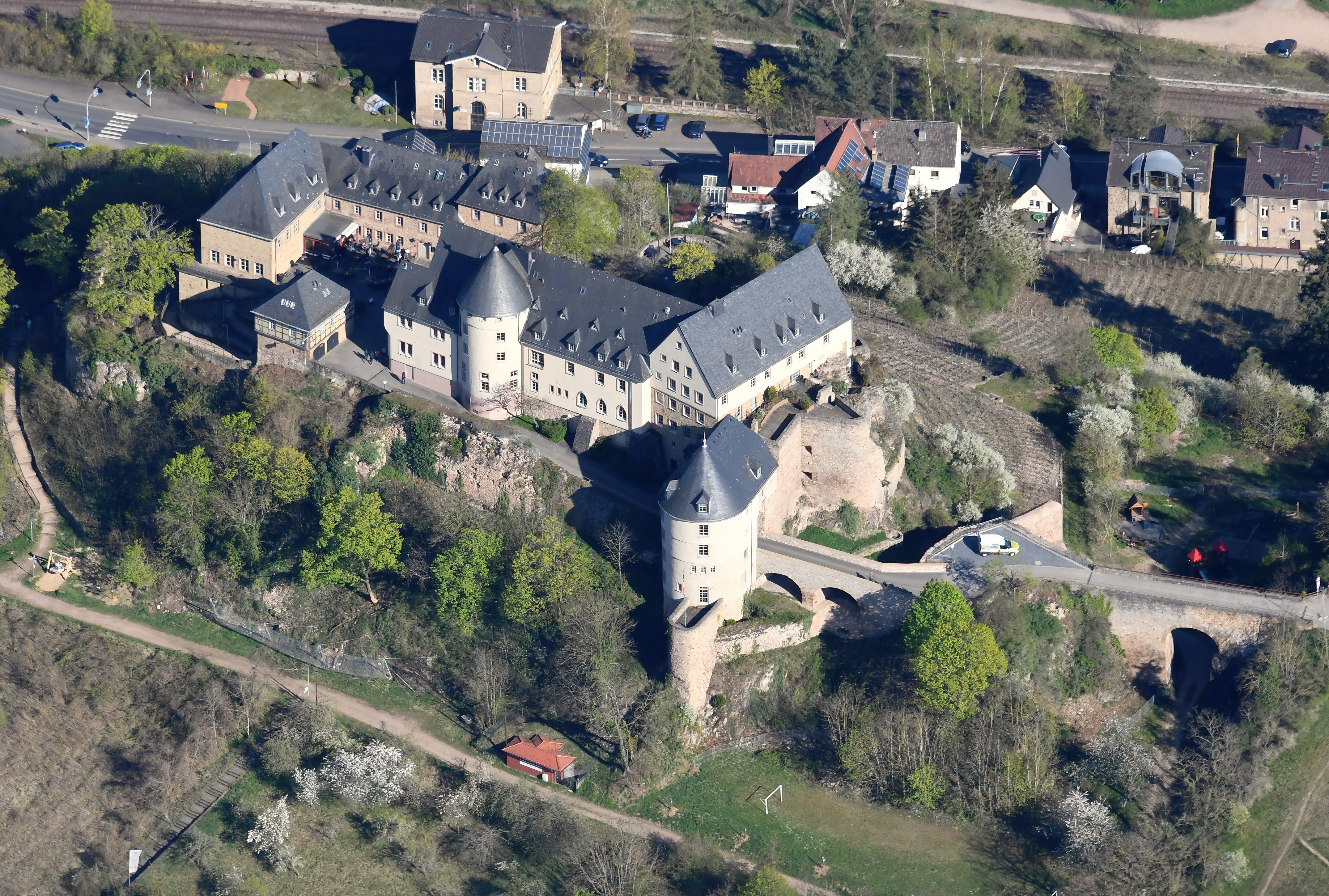
Die Burg Ebernburg aus der Vogelperspektive

Die Burg Ebernburg (französisch Ebrebourg) gibt dem Stadtteil Ebernburg der Kreisstadt Bad Kreuznach (Rheinland-Pfalz) den Namen.

## Geographische Lage
Die Ebernburg steht am südöstlichen Gemarkungsrand des gleichnamigen Stadtteils auf einem Bergsporn oberhalb des Nahetals in einer Höhe von 185 m ü. NHN.

## Geschichte
Eine erste Höhenburg und eine Siedlung gab es ursprünglich möglicherweise an einer anderen Stelle, nämlich im Bereich um die evangelische Alte Johanneskirche (sogenannte Wehrkirche) in Ebernburg.
Erste urkundliche Erwähnungen des Namens „Ebernburc“ stammen von 1206, wobei laut Böcher nicht eindeutig ist, ob die Nennung sich auf die Burg oder den Ort bezieht. Böcher hält es jedoch für unwahrscheinlich, dass der Ort älter ist als die Burg. Im Jahre 1338 – das ist sicher – errichteten Raugraf Ruprecht und Graf Johann von Sponheim-Kreuznach die Burg.

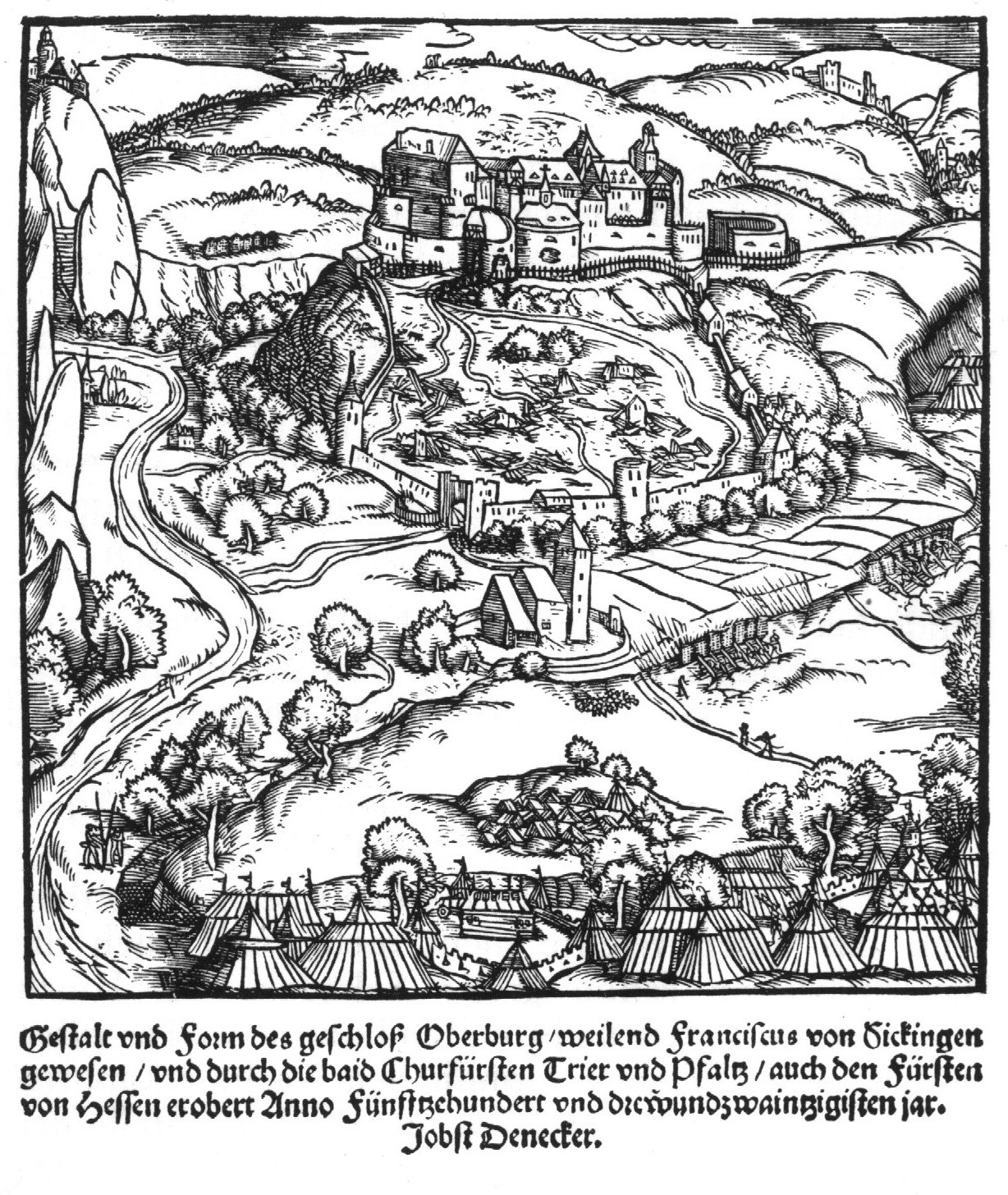
Ebernburg, Holzschnitt von 1523
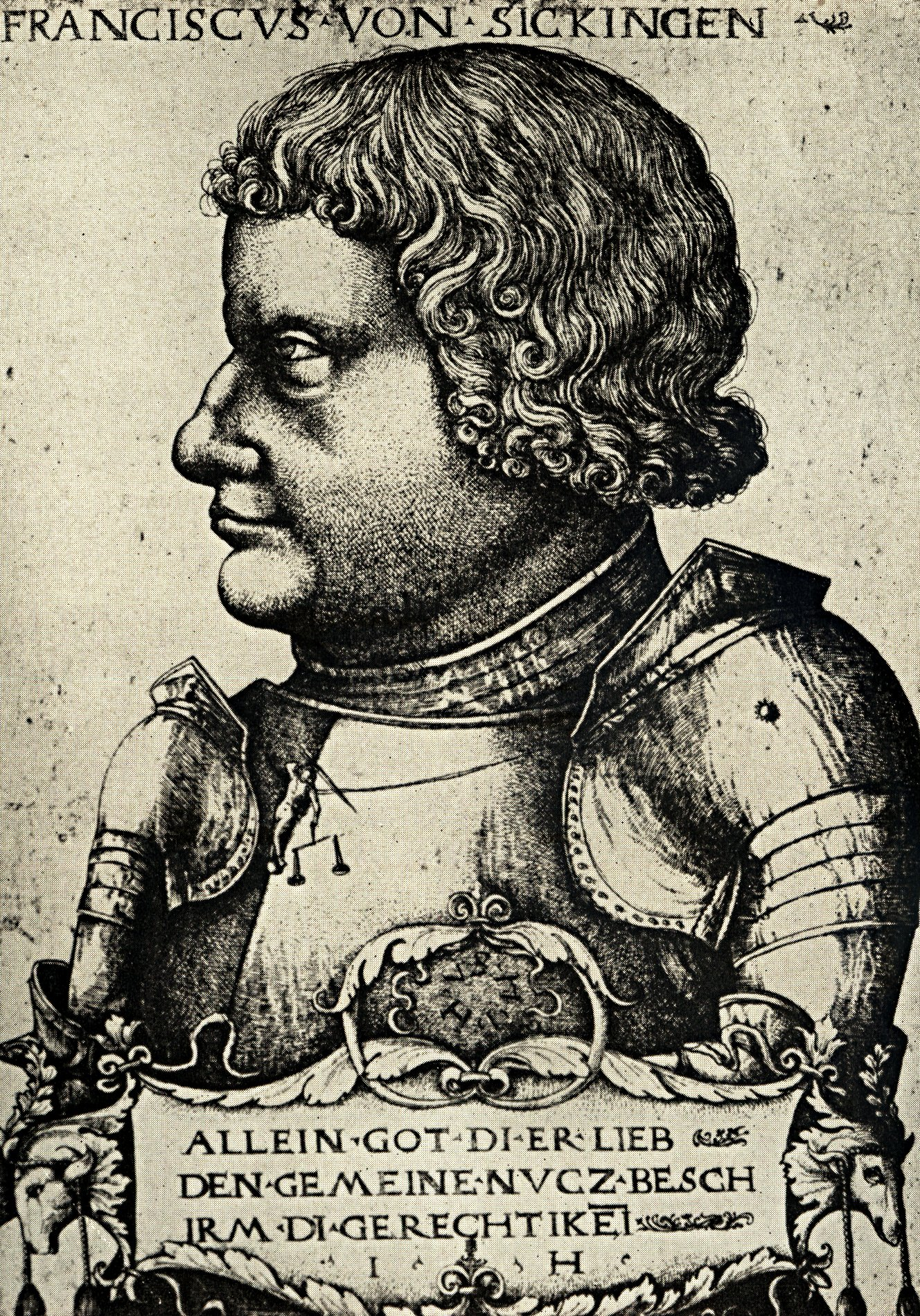
Bekanntester Burgherr: Franz von Sickingen, 1520
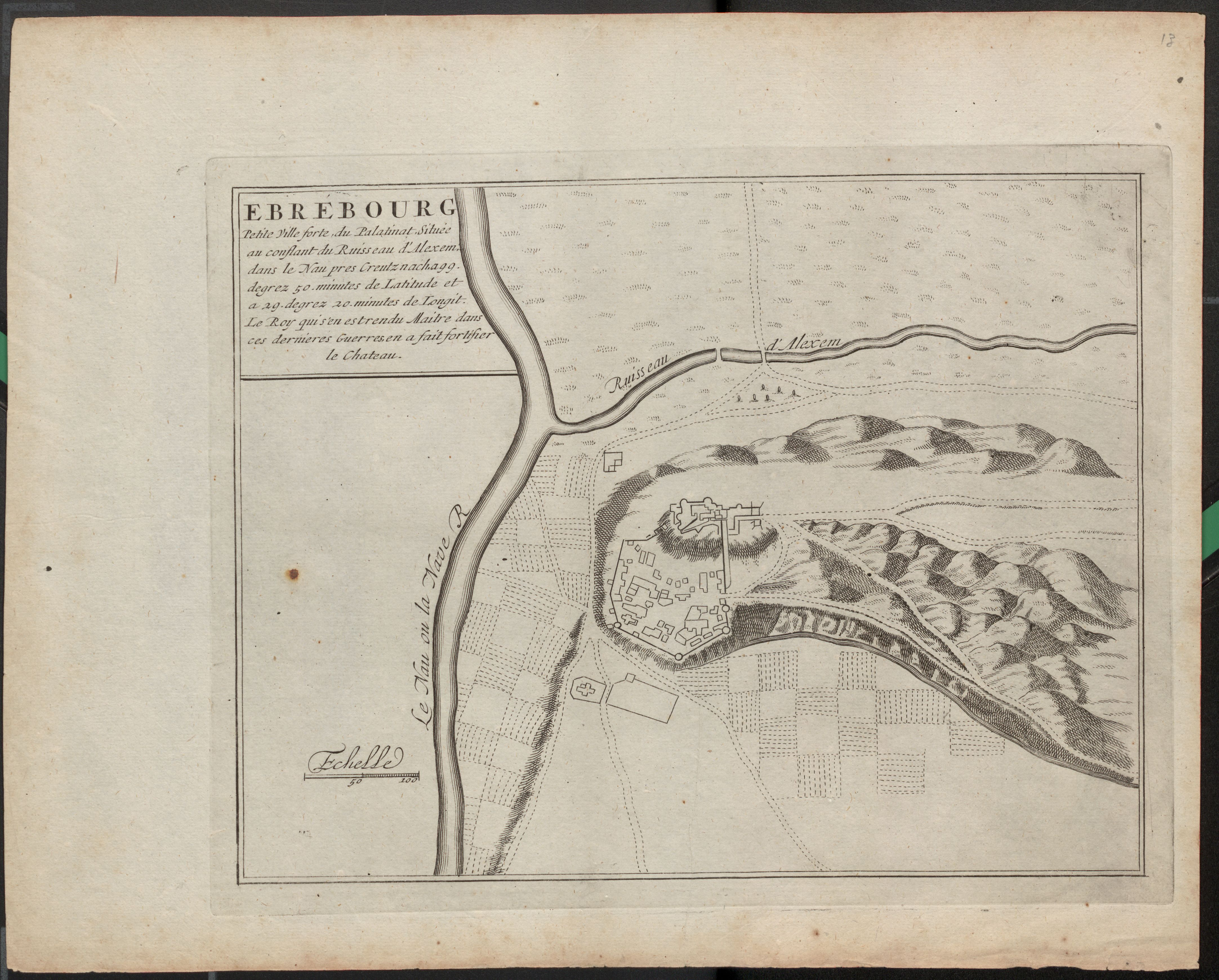
Stadt und Festung Ebernburg um 1700
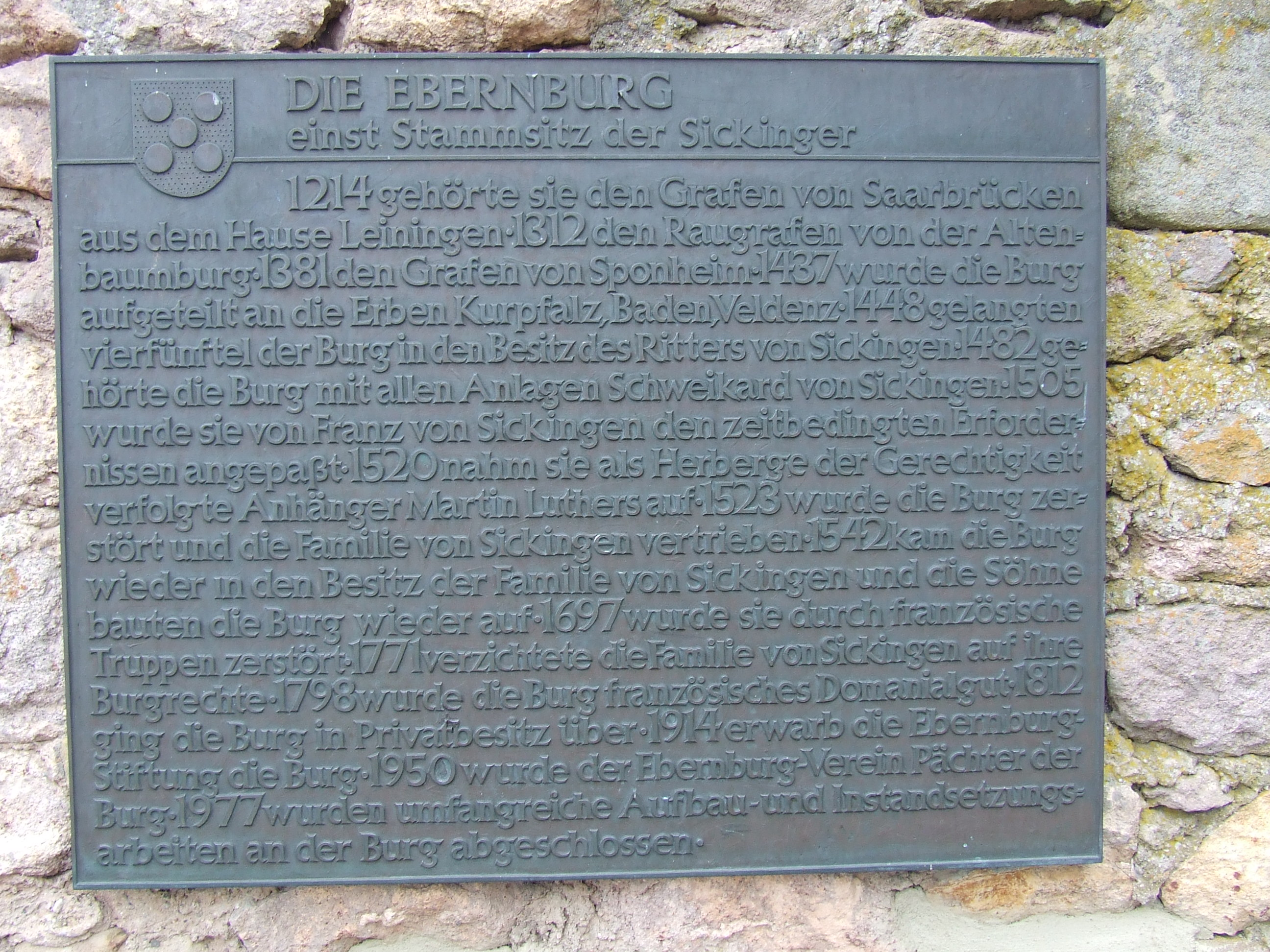
Historischer Abriss über die Ebernburg (Tafel im Burghof)

1448 gelangte die gesamte Herrschaft Ebernburg in den Pfand-, später Lehnsbesitz der Sickinger, die sie erst 1750 und 1771 wieder an die Kurpfalz abtraten. Unter Schweickhardt von Sickingen und seinem Sohn Franz wurde die Burg 1482 ausgebaut und mit Artillerie bewaffnet; insbesondere standen dort mehrere schwere Geschütze, die Scharfmetzen.
Die Ebernburg erhielt durch den Humanisten Ulrich von Hutten, einen Freund Franz von Sickingens, in einer Streitschrift zur Bannbulle Exsurge Domine, die Papst Leo X. gegen den Reformator Martin Luther erlassen hatte, den Beinamen „Herberge der Gerechtigkeit“. Dies bezog sich indirekt darauf, dass Franz von Sickingen Luther, als dieser auf dem Weg zum Reichstag zu Worms (1521) war, Asyl auf der Ebernburg angeboten hatte. Luther nahm jedoch das Angebot nicht an, sondern floh, vom Wormser Reichstag am 16. Mai 1521 für vogelfrei erklärt, unter dem Decknamen Junker Jörg auf die Wartburg. Andere Reformatoren dagegen, die als Anhänger Luthers ebenfalls verfolgt wurden oder ihre Stellungen verloren hatten, nahmen das Angebot Sickingens an. Es waren dies:
Martin Bucer
Johannes Oekolampad
Johann Schwebel
Caspar Aquila
Johannes Oekolampad weilte im Sommer 1522 auf der Ebernburg. Als Burgkaplan reformierte er dort den Gottesdienst. Im Juni begann er, in der täglichen Messe den Text der Evangelien und Episteln nicht mehr lateinisch, sondern deutsch zu lesen. Obwohl er keine der gewohnten Zeremonien ausließ, erregte die Neuerung Aufsehen, und die erzbischöfliche Behörde in Mainz forderte ihn zu einer Stellungnahme auf. Ebenfalls noch im Juni feierte man auf der Ebernburg das Abendmahl unter beiderlei Gestalt. „Damit war der Gottesdienst auf der Ebernburg zum ersten evangelischen Gottesdienst geworden.“ Im November 1522 ging Oekolampad nach Basel, wo er eine neue Wirkungsstätte fand.

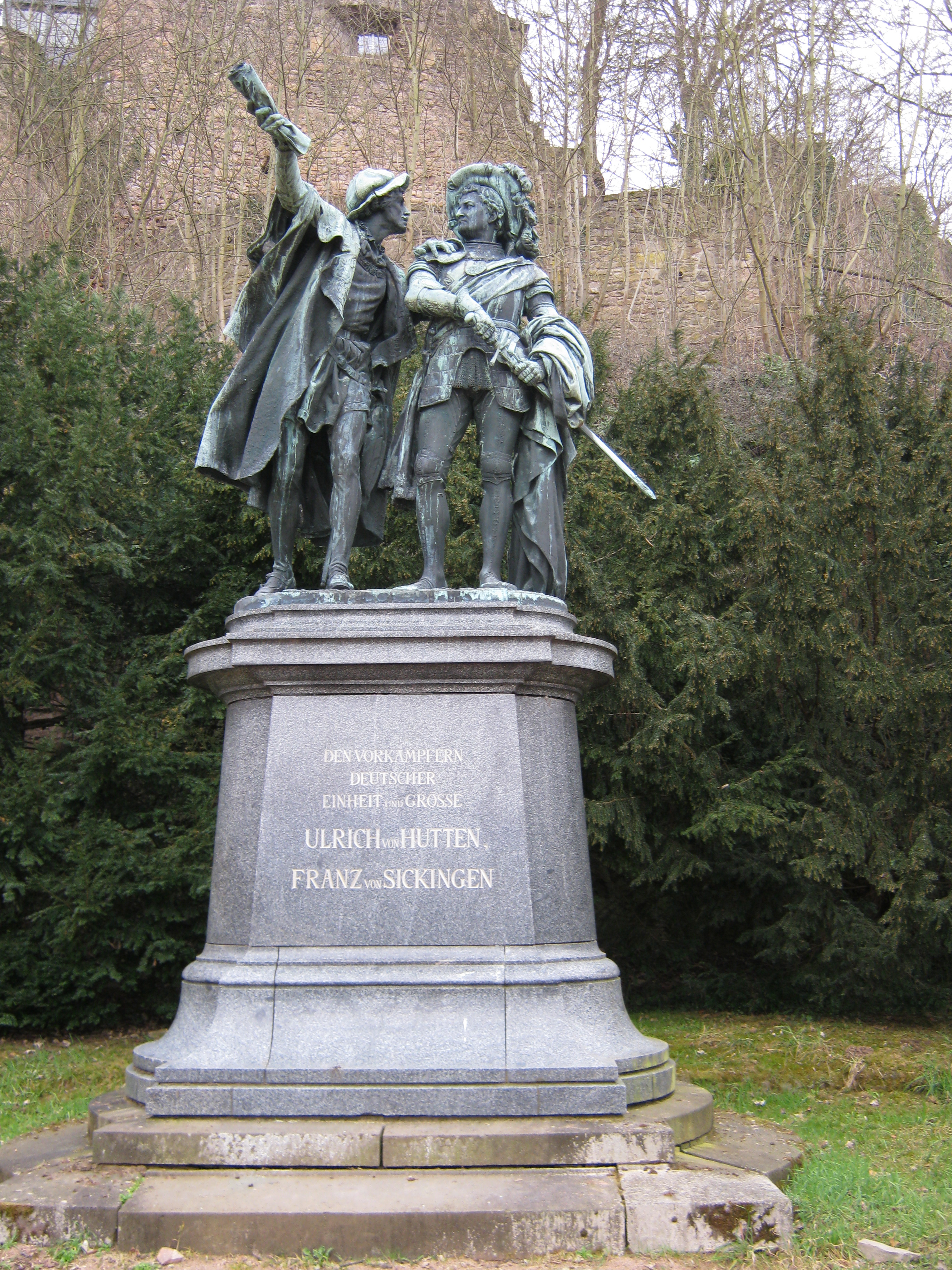
Hutten-Sickingen-Denkmal von 1889

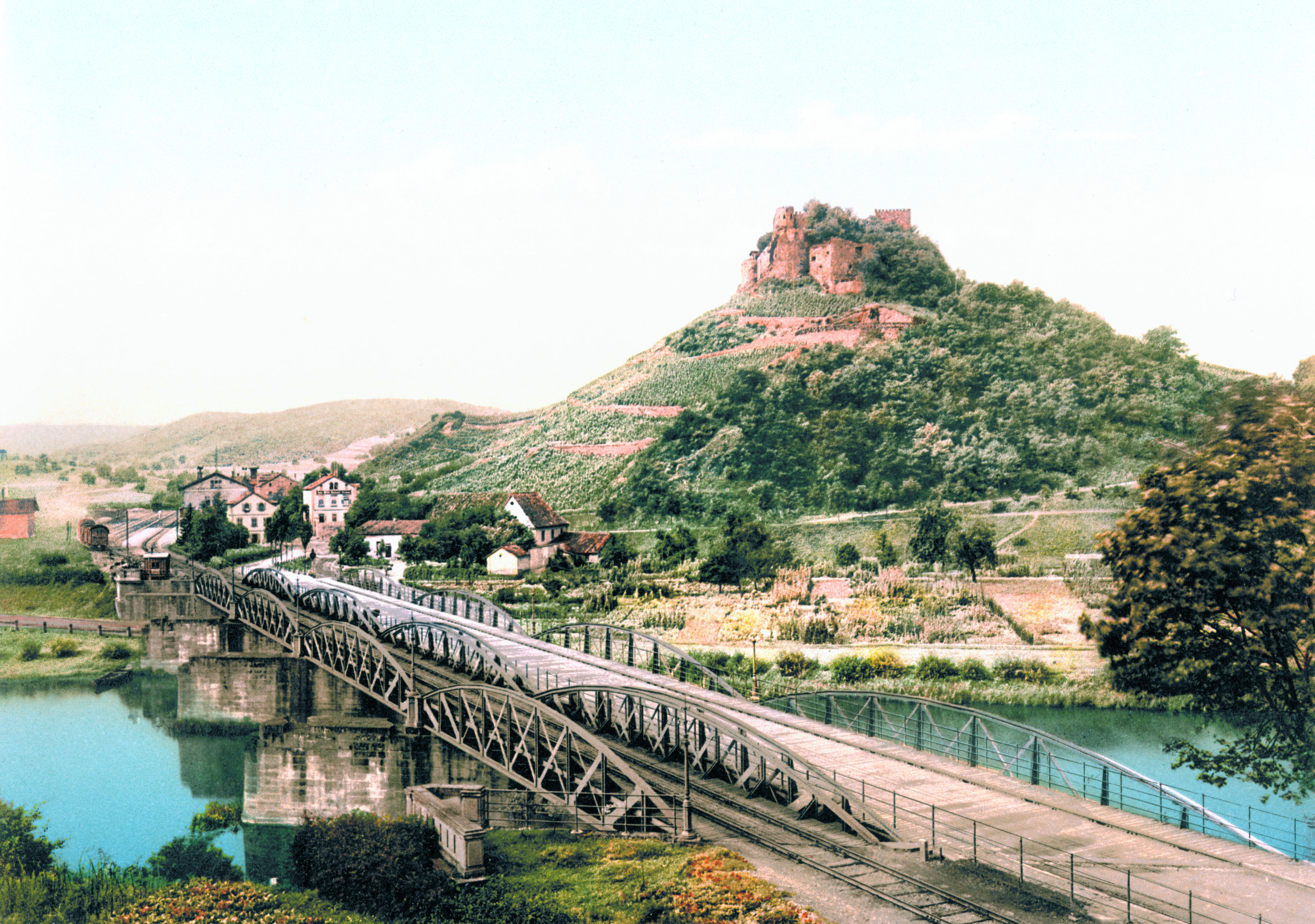
Ruine der Ebernburg um 1900, im Hintergrund der Bahnhof Ebernburg

Ferdinand Freiligrath verfasste 1842 sein Trutzgedicht Ein Denkmal, das Ulrich von Huttens ritterliches Bild beschwor und formulierte: „O Deutschland, deine Großen…“
Nach Franz von Sickingens Tod bei der von ihm begonnenen Trierer Fehde im Jahr 1523 wurde die Burg niedergebrannt, 1542 jedoch wieder aufgebaut. Zu Beginn des Pfälzischen Erbfolgekrieges besetzten französische Truppen die Burg, kaiserliche Soldaten unter dem Oberbefehl des Markgrafen von Baden eroberten die Burg nach einer vergeblichen ersten Belagerung 1692 schließlich am 27. September 1697 wieder zurück. Danach wurde sie abermals geschleift und in den darauf folgenden Jahren als Steinbruch verwendet; Spolien befinden sich an Bauten in der Umgebung.
1838 gelangte die Burg ins Eigentum des Gutsbesitzers und Bürgermeisters von Feilbingert, Karl Günther, der sie im alten Stil wieder aufbauen ließ und ein Wohnhaus, Wirtschaftsgebäude und eine Gaststätte errichtete. Sie diente ab 1849 auch als Ausflugsort. 1914 verkaufte Familie Günther die Burg mit dem gesamten Inventar an die dafür gegründete Ebernburg-Stiftung, welche die Burg an den Ebernburg-Verein e. V. verpachtete. Der Ankauf wurde im Wesentlichen durch eine Spende des Lederfabrikanten Kommerzienrat Theodor Wilhelm Simon (1861–1940) aus Kirn ermöglicht.
Unterhalb der Burg steht das 1889 nach den Entwürfen des Bildhauers Karl Cauer aus Bad Kreuznach von seinen Söhnen Robert und Ludwig ausgeführte Hutten-Sickingen-Denkmal aus Bronze im Stile des Historismus. Es zeigt Ulrich von Hutten und Franz von Sickingen.
Nach dem Zweiten Weltkrieg wurde die Burg in der heutigen Form ausgebaut.

## Anlage

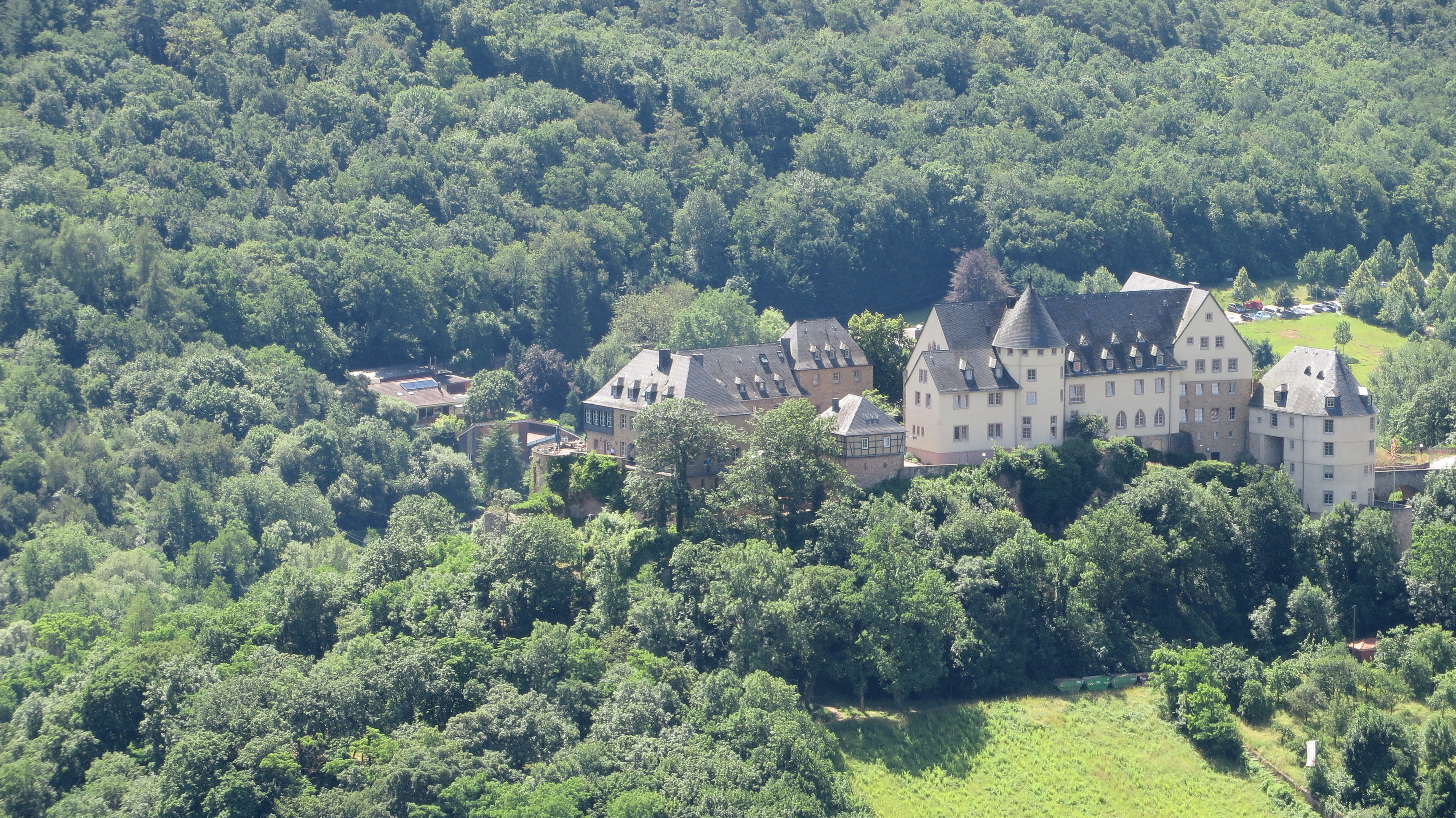
Nordansicht vom Rotenfels (2016)
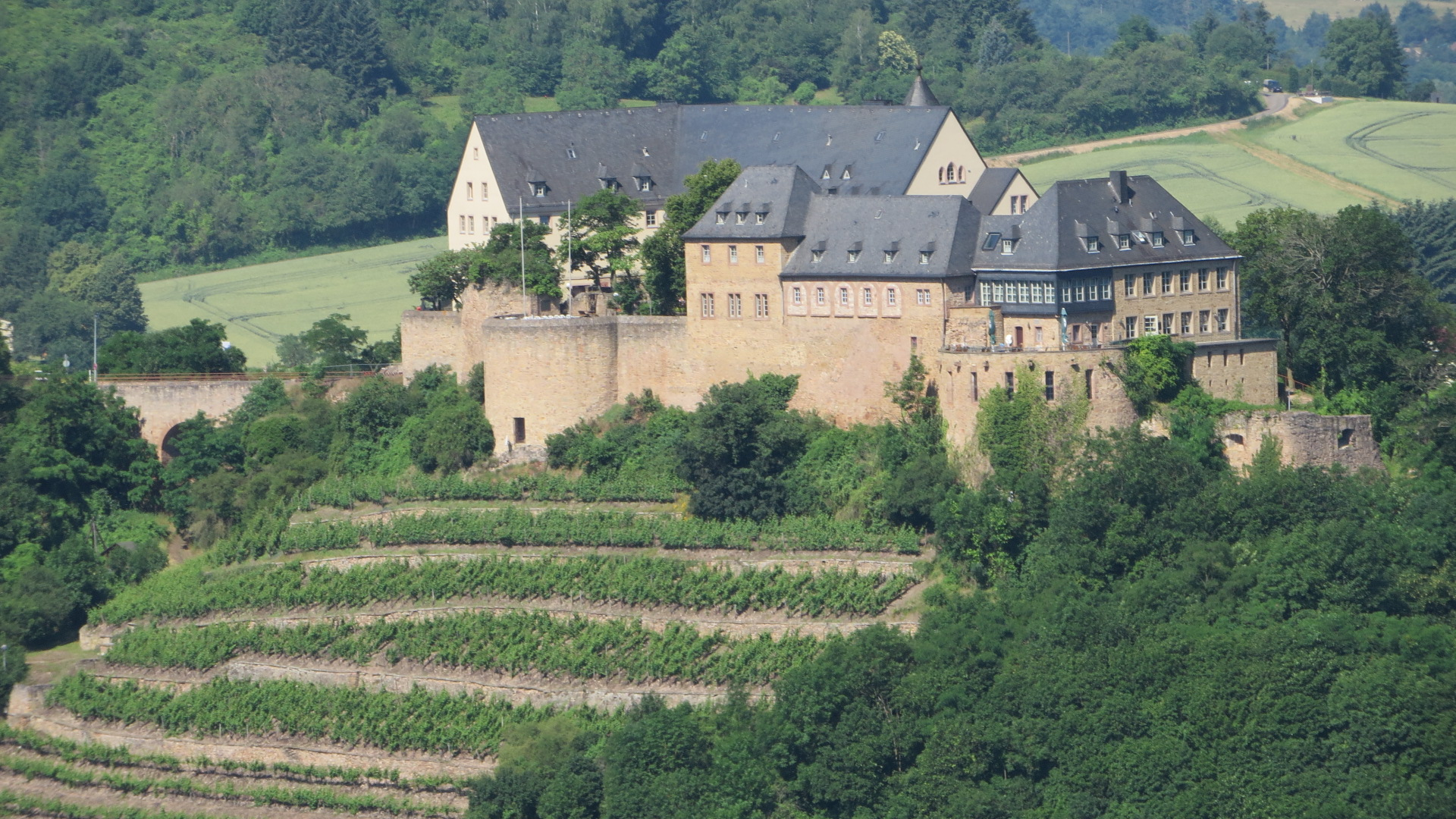
Ostansicht vom Rheingrafenstein (2016)
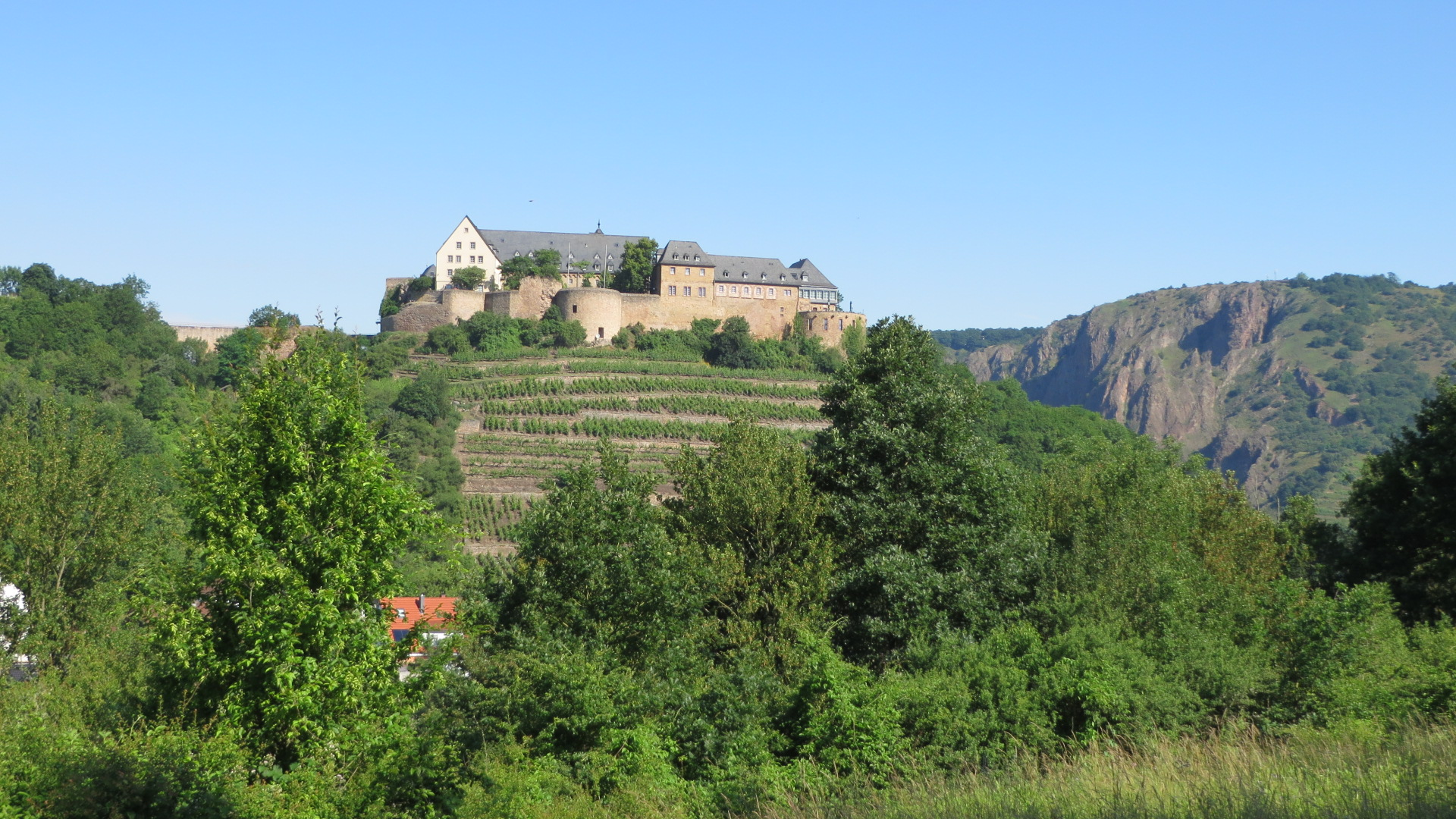
Südansicht (2016)
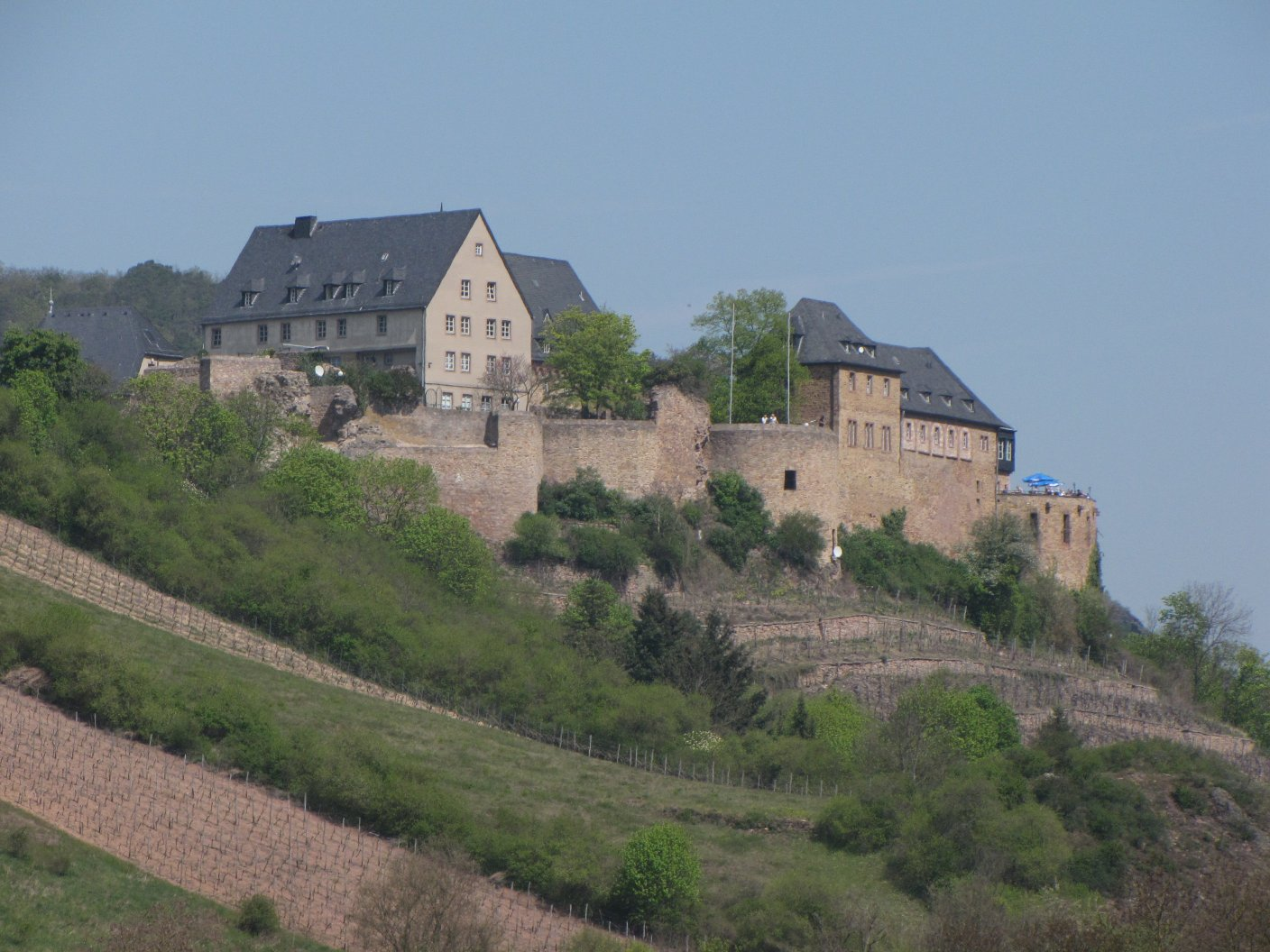
Westansicht (2010)

## Die Sage von der Ebernburg
Der Sage nach erhielt die Burg ihren Namen, als einst um sie gekämpft wurde. Die Angreifer belagerten sie und wollten die Burgbewohner aushungern. Als die Vorräte knapp wurden und schließlich das vorletzte Schwein geschlachtet war, verfiel der Burgherr auf folgende Idee: Jeden Tag ließ er den letzten noch verbliebenen Eber auf den Hof zerren und quälen, damit er schrie, als ob er geschlachtet würde. Als die Belagerer zwei Wochen lang täglich den Lärm des vermeintlichen Schlachtfestes gehört hatten, gingen sie davon aus, dass die Burg noch über genügend Vorräte verfüge. So zogen sie wieder ab, ohne die Ebernburg erobert zu haben. Deshalb heißt die Burg der Sage nach heute Ebernburg.